# Powiat Naka (Kanagawa)
Powiat Naka (jap. 中郡 Naka-gun) – powiat w Japonii, w prefekturze Kanagawa. W 2020 roku liczył 58 596 mieszkańców.

## Miejscowości
- Ninomiya
- Ōiso

## Historia[2]

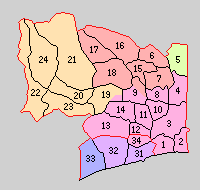
Powiat Naka (1–34 – 1896 r.)

- Powiat został założony 1 kwietnia 1896 roku w wyniku połączenia powiatów Ōsumi (4 miejscowości, 20 wiosek) i Yurugi (1 miejscowość, 3 wioski).
- 1 kwietnia 1909 – w wyniku połączenia wiosek Konaka i Yamase powstała wioska Asahi. (5 miejscowości, 22 wioski)
- 1 stycznia 1927 – wioska Suba zdobyła status miejscowości. (6 miejscowości, 21 wiosek)
- 1 kwietnia 1929 – miejscowość Suba została włączona w teren miejscowości Hiratsuka. (5 miejscowości, 21 wiosek)
- 1 kwietnia 1932 – miejscowość Hiratsuka zdobyła status miasta. (4 miejscowości, 21 wiosek)
- 3 listopada 1935 – wioska Azuma zdobyła status miejscowości i zmieniła nazwę na Ninomiya. (5 miejscowości, 20 wiosek)
- 1 czerwca 1940 – wioska Minamihadano zdobyła status miejscowości. (6 miejscowości, 19 wiosek)
- 11 lutego 1944 – wioska Ōno zdobyła status miejscowości. (7 miejscowości, 18 wiosek)
- 1 kwietnia 1952 – wioska Kokufu zdobyła status miejscowości. (8 miejscowości, 17 wiosek)
- 15 lipca 1954 – wioska Asahi została włączona w teren miasta Hiratsuka. (8 miejscowości, 16 wiosek)
- 1 grudnia 1954: (6 miejscowości, 12 wiosek)
  - miejscowość Isehara powiększyła się o teren miejscowości Ōyama i wiosek Naruse, Ōta, Takabeya i Hibita.
  - miejscowość Ōiso powiększyła się o teren miejscowości Kokufu.
- 1 stycznia 1955 – miejscowość Hadano powiększyła się o teren miejscowości Minamihadano oraz wiosek Higashihadano i Kitahadano i zdobyła status miasta. (4 miejscowości, 10 wiosek)
- 2 marca 1955 – część wsi Ōne została włączona do wioski Kaname.
- 15 kwietnia 1955 – wioska Ōne została włączona w teren miasta Hadano. (4 miejscowości, 9 wiosek)
- 8 lipca 1955 – wioska Aikawa została włączona w teren miasta Atsugi. (4 miejscowości, 8 wiosek)
- 28 lipca 1955 – wioska Nishihadano połączyła się z wioską Kamihatano (z powiatu Ashigarakami) i zdobyła status miejscowości. (5 miejscowości, 7 wiosek)
- 1 kwietnia 1956 – wioska Toyoda została włączona w teren miejscowości Ōno. (5 miejscowości, 6 wiosek)
- 30 września 1956: (4 miejscowości, 1 wioska)
  - miejscowość Ōno i wioski Kanda, Kijima, Kaneda, Tsuchizawa i część wsi Okazaki zostały włączone w teren miasta Hiratsuka.
  - pozostała część wsi Okazaki została włączona w teren miejscowości Isehara.
- 1 października 1957 – wioska Kaname została włączona w teren miasta Hiratsuka. (4 miejscowości)
- 1 stycznia 1963 – miejscowość Nishihadano została włączona w teren miasta Hadano. (3 miejscowości)
- 1 marca 1971 – miejscowość Isehara zdobyła status miasta. (2 miejscowości)